# Setup
Setup es una película dirigida por Mike Gunther y escrita por Gunther y Mike Behrman. Es protagonizada Bruce Willis, Ryan Phillippe, y 50 Cent.
Fue lanzada directamente a DVD y Blu Ray el 20 de septiembre de 2011 en Estados Unidos
.

## Sinopsis
Un grupo de amigos se involucran en un robo de diamantes potencialmente mortal.

## Elenco
- 50 Cent como Sonny.[2]
- Bruce Willis como Jack Biggs.[2]
- Ryan Phillippe como Vincent.[2]
- Jenna Dewan como Mia.[2]
- Brett Granstaff como Dave.[2]
- Randy Couture como Petey.[2]
- Will Yun Lee como Joey.
- Shaun Toub como Roth.
- Susie Abromeit como Valerie.
- Jay Karnes como Russell.
- James Remar como William.